# De scheepsjongens van Bontekoe (film)
De scheepsjongens van Bontekoe is een Nederlandse film uit 2007, geregisseerd door Steven de Jong en gebaseerd op het gelijknamige boek van Johan Fabricius.
Op 1 maart 2007 is men begonnen met het opnemen. De film is op 19 november in Pathé Tuschinski in première gegaan. Vanaf 22 november was de film in heel Nederland in de bioscopen te zien.
Eind december werd de grens van 100.000 bioscoopbezoekers overschreden, en daarmee haalde de film een Gouden Film binnen.

## Verhaal
Het verhaal speelt zich af in de 17e eeuw.
Peter Hajo (kortweg Hajo genoemd) en de zwakbegaafde Padde zijn vrienden. Hajo vecht met Rolf om een wak om in te vissen, maar ze worden vrienden nadat Padde in het wak valt en Rolf hem redt.
Om als scheepsjongen dienst te doen op het VOC-schip Nieuw-Hoorn onder schipper Bontekoe moet je minstens 16 jaar zijn. Omdat Rolf, die 15 jaar is, toch mag, mag Hajo van bijna 15 het ook. Hajo's moeder is eerst erg tegen, omdat ze bang is dat hij het net als zijn vader Klaas (te zien in een droom van Peter) niet overleeft, maar omdat Hajo het erg graag wil, stemt ze er uiteindelijk mee in. Hajo neemt een kruik mee die hij belooft gevuld met munten weer mee terug te brengen. Zijn kleine zusje wil graag dat hij een olifant voor haar meebrengt. Dat belooft Hajo.
Padde kan geen afscheid nemen van Hajo en springt ook op het schip. Hij kan op Texel van het schip af om met een ander schip terug te gaan. Hij doet echter bij Texel een dutje en wordt pas wakker als het schip alweer wegvaart. Bontekoe zet hem daarom maar aan het werk als botteliersmaat, tot hij kan overstappen op een schip dat teruggaat. Nadat hier lange tijd geen gelegenheid voor is geweest besluit Padde dat hij het ook niet meer wil, en bij Hajo en Rolf wil blijven, de drie jongens hebben een hechte vriendschap opgebouwd. Die komt goed van pas omdat de oudere matrozen hen soms pesten. Vooral Padde is met zijn dikte en naïviteit een geliefd doelwit, maar ook Rolf, die kan lezen, wordt weleens door de analfabete matrozen getreiterd. Hajo slaat van zich af als het nodig is. Nadat Hajo bij een storm in de mast is geklommen om het zeil naar beneden te halen, krijgt hij als beloning van Bontekoe lees- en schrijfles van Rolf.
Er ontstaat brand door onhandigheid van Padde: hij morst veel brandewijn, en er valt een brandende olielamp om. De vloeistof vat vlam en het schip, waarin ook kruit aanwezig is, ontploft uiteindelijk. De drie jongens, de koopman, Pieterszoon, Harmen, en de schele overleven en varen in een jol naar Sumatra. De schele overlijdt onderweg, de overige zes komen aan bij de lokale bevolking, waarmee ze spiegeltjes en sieraden ruilen voor voedsel. Ook bemachtigt Hajo een beeldje van een olifant voor zijn zusje. De koopman en Pieterszoon proberen van de lokale bevolking te stelen, waarna een gevecht uitbreekt. Hierbij komen Pieterszoon en Harmen om het leven. Padde, Hajo, Rolf trekken verder met het inheemse meisje Dolimah. Padde moet een stuk gedragen worden omdat hij door een slangenbeet niet kan lopen. Dat gebeurt onnodig lang, Padde laat zich ook nog dragen als hij alweer kan lopen. Ze vinden alle drie Dolimah wel aantrekkelijk, waardoor ze ruzie krijgen. Het meisje merkt dat en vertrekt om die reden, stiekem, zonder afscheid te nemen. Wanneer Hajo op een berg klimt om een uitweg vinden, duikt de koopman op. Hij eist van Hajo het kompas. Hajo weigert, waarna een gevecht volgt. Door een verkeerde beweging verliest de koopman zijn evenwicht. Hajo kan hem nog net beetpakken, maar zijn hand glijdt weg. De koopman valt van de berg en sterft.
De jongens komen aan in een vestiging van de VOC op Java. Bontekoe is er ook, die blijkt de schipbreuk ook overleefd te hebben. Men wil Padde ter dood brengen omdat het schip door zijn schuld vergaan is. Hajo en Rolf proberen hem te redden door elk te zeggen dat ze zelf Padde zijn. Ze komen alle drie vrij door een vals getuigenis van Bontekoe, die zegt dat geen van drieën Padde is. Ze krijgen uitbetaald door Bontekoe en schepen zich in voor de terugreis naar Hoorn.
Hajo komt zoals beloofd terug met de kruik vol munten (zijn loon). Zijn zusje vindt het olifantje wel klein.
Op de volgende vaart gaat Hajo weer mee, nu als stuurman.

## Verschillen met het boek
In de film vertrekt het schip van Hoorn, met een stop bij Texel; in het boek vertrekt het schip van Texel (eerst gaan ze met een andere boot daarnaartoe). In de film gaat de reis langs de westkust van Afrika in plaats van een meer westelijke route langs de oostpunt van Brazilië. In Kaap de Goede Hoop komt proviand aan boord, daarna wordt rechtstreeks doorgevaren tot de ontploffing in de buurt van Sumatra in plaats van Kaap de Goede Hoop over te slaan en aan land te gaan op Réunion en Madagaskar.
Na de ontploffing gaat het in de film over 7 mensen in één boot in plaats van 72 die samen opvaren in twee boten: Hajo, Rolf, Padde, Harmen, de koopman, de schele, en de messentrekker, maar niet Bontekoe. Pas in Batavia blijkt Bontekoe het ook overleefd te hebben. Harmen is ca. 40 jaar in plaats van 15.
Er wordt geroeid, met de kleding aan, in plaats van dat de hemden worden uitgetrokken en er zeilen van worden gemaakt.
Terwijl het boek allerlei ontmoetingen met naakte autochtonen en voorvallen met naakte bemanningsleden beschrijft, zijn deze in de film allemaal weggelaten, zelfs blote bovenlijven worden bijna niet getoond.
Hajo, Rolf en Padde trekken een poos met Dolimah op, in het boek is Harmen er ook bij. Dolimah gaat uiteindelijk in het boek terug wegens heimwee en doet dit 's nachts, zonder afscheid te nemen, om de jongens te behoeden voor het dilemma of ze haar terug moeten brengen of haar alleen terug laten gaan. Verder moet Padde in het boek niet gedragen worden vanwege een slangenbeet, maar vanwege ziekte.
De dreigende executie van Padde op Java komt in het boek niet voor.
In de film gaat Bontekoe op een nieuw schip terug, en Hajo, Rolf en Padde gaan mee. In het boek blijven Bontekoe en Rolf in Azië en gaan Hajo, Padde en Harmen met een andere schipper mee terug.
Op de terugreis komt in de film het schip in Hoorn aan; in het boek in Vlissingen, waarna er nog een meerdaagse reis naar Hoorn volgt, per boot, per slee / op schaatsen, en met paard en wagen.

## Rolverdeling
- Peter Hajo - Pim Wessels
- Rolf - Martijn Hendrickx
- Padde - Billy Zomerdijk
- Dolimah - Reena Giasi
- Schipper Willem Bontekoe - Peter Tuinman
- Koopman - Cees Geel
- Jopkins - Bas Keijzer
- Pieterzoon - Mads Wittermans
- Schele - Bart Slegers
- Harmen - Thomas Acda
- Stuurman - Thijs Feenstra
- Langjas de Chirurgijn - Chris Zegers
- Hajo's moeder - Sanneke Bos
- Klaas Hajo - Steven de Jong
- Dove Nelis - Rense Westra
- Bruinvis - Jack Wouterse
- Kok - Mike Meyer

## Trivia
Het verhaal van De Scheepsjongens van Bontekoe speelt zich voor een groot deel af op het VOC-schip de Nieuw Hoorn, het schip van Bontekoe. De film is daarom gedeeltelijk opgenomen op de replica van het VOC-schip Batavia, die in Lelystad op de Bataviawerf is gebouwd. Een mooi toeval was dat de Batavia heel erg op de Nieuw Hoorn lijkt: beide schepen zijn van hetzelfde scheepstype, de Batavia werd slechts negen jaar later gebouwd (de Nieuw Hoorn is uit 1619, de Batavia' uit 1628), en beide schepen waren ongeveer even groot.
De aankomst in Hoorn aan het einde van de film is feitelijk opgenomen in Enkhuizen, op de achtergrond is onder andere het Zuiderzeemuseum te zien.